# Wolfgang K. Meyer-Hayoz
Wolfgang K. Meyer-Hayoz (* 20. Juli 1947) ist ein deutscher Industriedesigner und Geschäftsführer der von ihm gegründeten Meyer-Hayoz Design Engineering Group.

## Ausbildung
Wolfgang K. Meyer-Hayoz absolvierte Studien in den Fachbereichen Maschinenbau, Visuelle Kommunikation sowie Industrial Design mit Abschluss an der Staatlichen Akademie der Bildenden Künste in Stuttgart.
Prägend für seine heutige Gestaltungsphilosophie waren die Professoren Klaus Lehmann, Kurt Weidemann und Max Bense. Während seines Studiums wurde er 1975 Mitglied der Stuttgarter Burschenschaft Ulmia.

## Meyer-Hayoz Design Engineering Group
1985 gründete Wolfgang K. Meyer-Hayoz die Meyer-Hayoz Design Engineering Group mit Büros in Winterthur, Schweiz, und Konstanz, Deutschland. Das Unternehmen berät Start-ups, kleine und mittelständische Unternehmen sowie Weltmarktführer in den Bereichen Design Strategy, Industrial Design, User Interface Design, Temporary Architecture und Communication Design und wurde bereits vielfach international ausgezeichnet. Kunden der Meyer-Hayoz Design Engineering Group sind u. a. die Gallus Group, VITA Zahnfabrik, B. Braun Melsungen oder die Ferag AG. Das Unternehmen fokussiert sich auf die Bereiche Medical Design, die Gestaltung von Investitionsgütern und entwickelt hier umfassende Corporate Design-Konzepte.

## Tätigkeiten in Verbänden und Jurys
Von 1987 bis 1993 war Wolfgang K. Meyer-Hayoz Präsident der Swiss Design Association (SDA); er ist u. a. Mitglied im Verband Deutscher Industrie Designer (VDID) und der Schweizerischen Management Gesellschaft (SMG). Er ist Mitgründer von Swiss Marketing (Erfagruppe Winterthur). Neben seiner Tätigkeit als Designer und Consultant ist Wolfgang K. Meyer-Hayoz u. a. Gastdozent an der Universität St. Gallen sowie seit vielen Jahren Juror internationaler Designgremien (z. B. Red Dot Design Award). Neben der Bearbeitung komplexer Designprozesse in der Medizintechnik sowie dem Maschinen- und dem Gerätedesign moderiert er auch Change Management- und Turnaround Projekte im Designstrategischen Bereich und ist im Bereich Führungskultur, z. B. bei Willauer+Partner, Institut für Führungskultur als Mitgründer und aktiver Gesellschafter engagiert.

## Auszeichnungen und Preise (Auszug)
- red dot und red dot: best of the best, Design Zentrum Nordrhein-Westfalen[8][9]
- iF product design award (u. a. in silber) und iF design award china (u. a. in gold), iF International Forum Design[10][11]
- Designpreis der Bundesrepublik Deutschland 2004 (Nomination), Bundesministerium für Wirtschaft und Technologie[12]
- German Design Award 2012 (4× Nomination), Rat für Formgebung
- Design Preis Schweiz (Nomination), D‘S Design Center[13][14]
- Focus Open in Silber, Design Center Stuttgart[15]
- Good Design, Chicago Athenaeum[16][17]
- Design Sense, Design Zentrum London[18]
- China Product Innovation Design Award (Gold), CIDF
- Aufnahme in die ständige Sammlung des Museums Die Neue Sammlung München
- Aufnahme in die Sammlung des Chicago Athenaeum Museum of Architecture and Design